# Corvea
La corvea consistía en la obligación de trabajar gratuitamente en las tierras del noble o señor feudal y era impuesta a los siervos; era una prestación personal servil.  La corvea es institución mundial; en el sur de América los incas y estados predecesores le llamaron mita.  En la China, la administración imperial eximía a algunos pueblos bárbaros conquistados de la habitual corvea.

## En Mesopotamia
Entre los años 2900 y 2334 a. C., toda la población sumeria estaba sujeta a la corveas estacionales en los campos agrícolas del templo; era un «"impuesto" en trabajo sobre toda la población.»  La corvea siguió siendo obligación de todo el pueblo después de las reformas de Hammurabi (1792 al 1750 a. C.) y durante el Imperio neoasirio (911 al 612 a. C.), puesto que los burócratas de este último seguían considerando "a toda la población como una masa humana al servicio del rey."

## En la Europa del medievo
Fue adoptada como más conveniente que la esclavitud al surgir los varios tipos de feudos —aunque no surgió en la Edad Media esta modalidad de pago—, ya que al morir un esclavo había que comprar otro, y en la corvea se involucraba a las familias y su descendencia a pagar con trabajo los servicios y deudas contraídos con su señor feudal, por permitir trabajar la tierra, usar el molino, los ríos, etc. También en un sentido práctico, se observaba que el esclavo era un mal trabajador, ya que su rendimiento se estimaba bajo en todas partes, pero en la corvea su trabajo era de mejor calidad, y como tenía que pagar las rentas, será de su propio trabajo del que dependerá el excedente (al cual estaba sujeto su vida) de productos.